# Ponte (cordofoni)

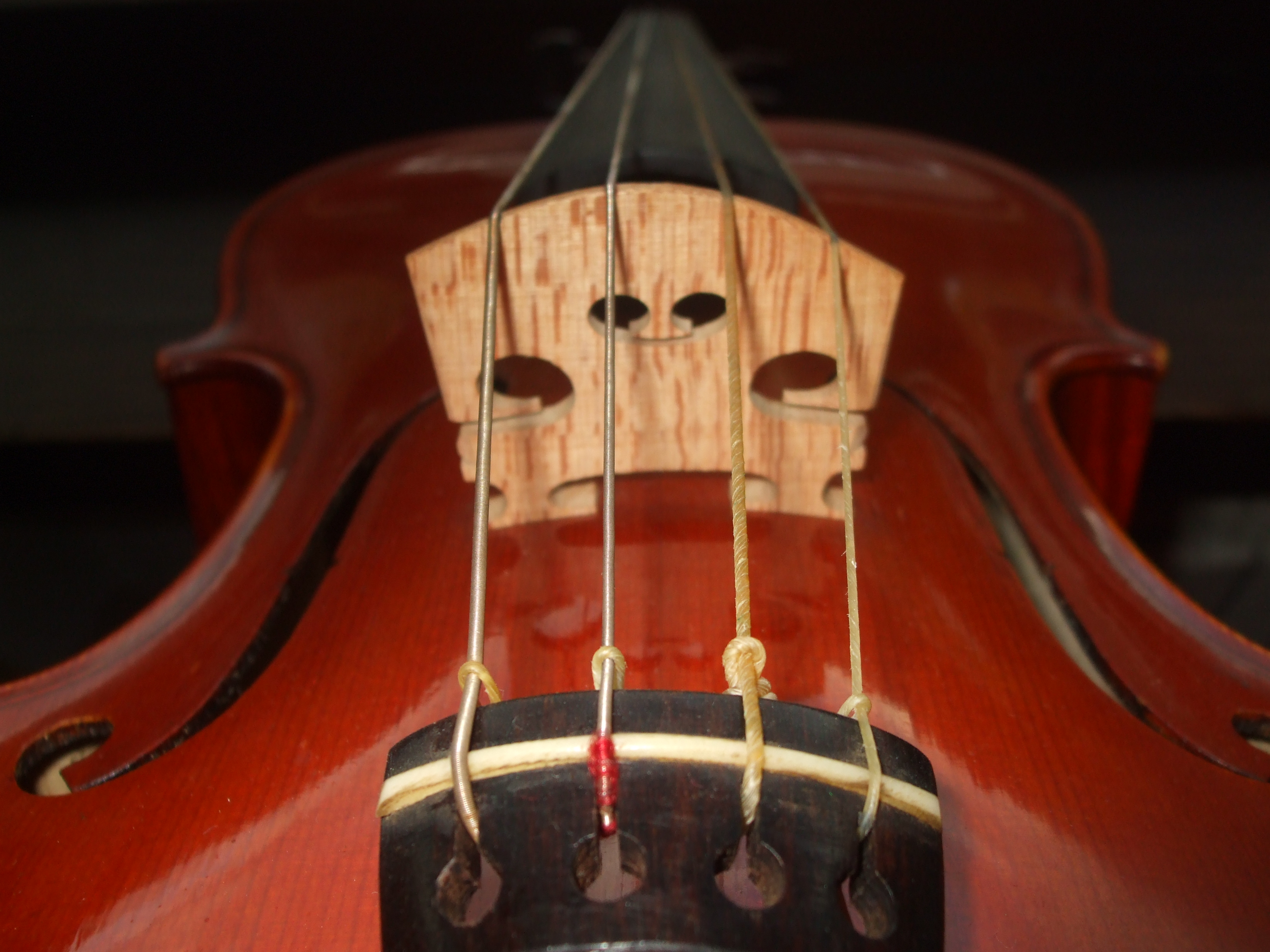
Ponticello di una viola

Il ponte, o ponticello, è un dispositivo utilizzato su strumenti a corde, come gli archi, i bassi e le chitarre, per agganciare e sostenere le corde e permettere a queste ultime di vibrare in modo libero per produrre i vari suoni attraverso il punto in cui le stesse corde si appoggiano, il cosiddetto osso del ponte.

## Funzionamento e posizionamento

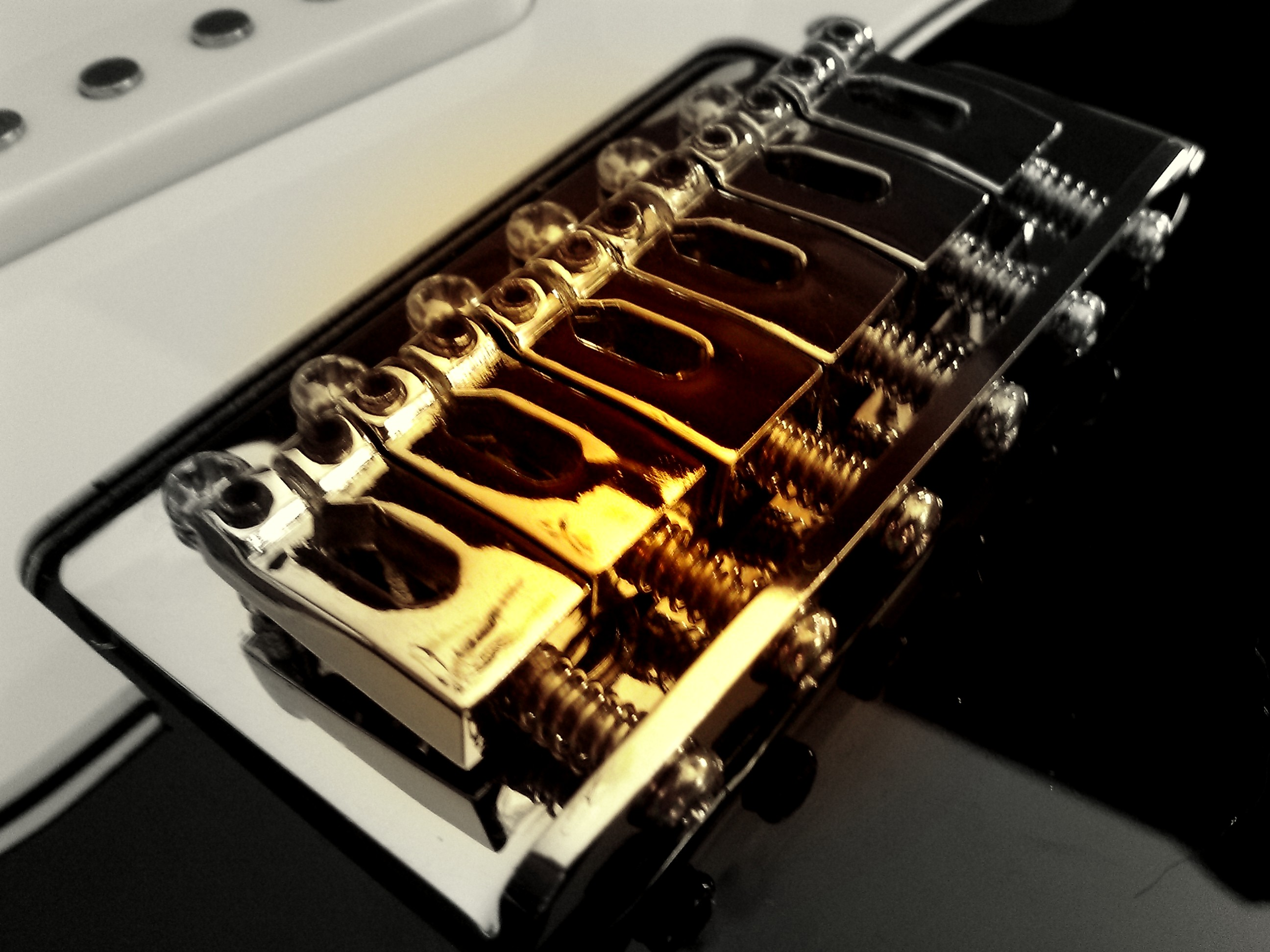
Ponte di una chitarra elettrica Eko S-300

Gli strumenti musicali a più corde producono il suono attraverso l'applicazione di un'energia sulle corde che vengono poste in moto vibratorio. Gli archi in sé producono un suono molto ridotto, perché le corde non riescono a vibrare in libertà, per farlo appunto si utilizza il ponte il quale è posizionato sul corpo dello strumento dalla parte opposta al manico. Esso serve inoltre a garantire l'accordatura, migliore è il ponte più a lungo si manterrà l'accordatura.

## Tipi di ponte

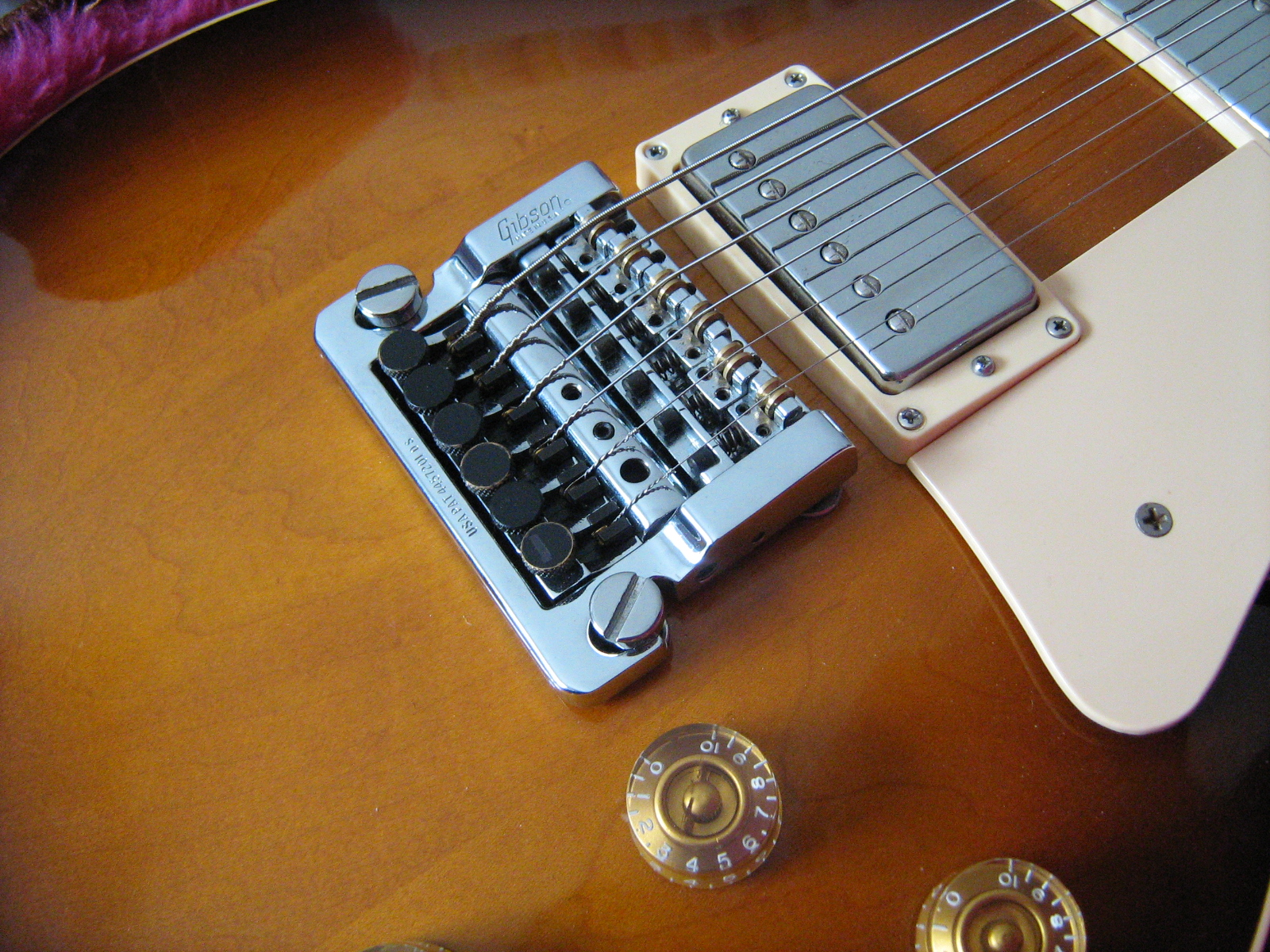
Ponte di una chitarra elettrica Gibson Les Paul del 1987

Nelle chitarre elettriche esistono due tipi di ponte: quello fisso e quello mobile, che è chiamato anche tremolo.